# Feryal Abdelaziz
Feryal Abdelaziz (16 de fevereiro de 1999) é uma carateca egípcia, campeã olímpica.

## Carreira
Abdelaziz começou a praticar caratê aos sete anos em Cairo. Ela conquistou a medalha de ouro nos Jogos Olímpicos de Verão de 2020 em Tóquio, após confronto na final contra a azeri Irina Zaretska na modalidade kumite feminina acima de 61 kg. Nas edições do Campeonato Mundial de 2018 e 2021, conquistou respectivamente o bronze e o ouro em sua categoria.